# Distanciation physique
«  Distanciation sociale » redirige ici. Ne pas confondre avec espace vital.
Pour les articles homonymes, voir Distanciation.

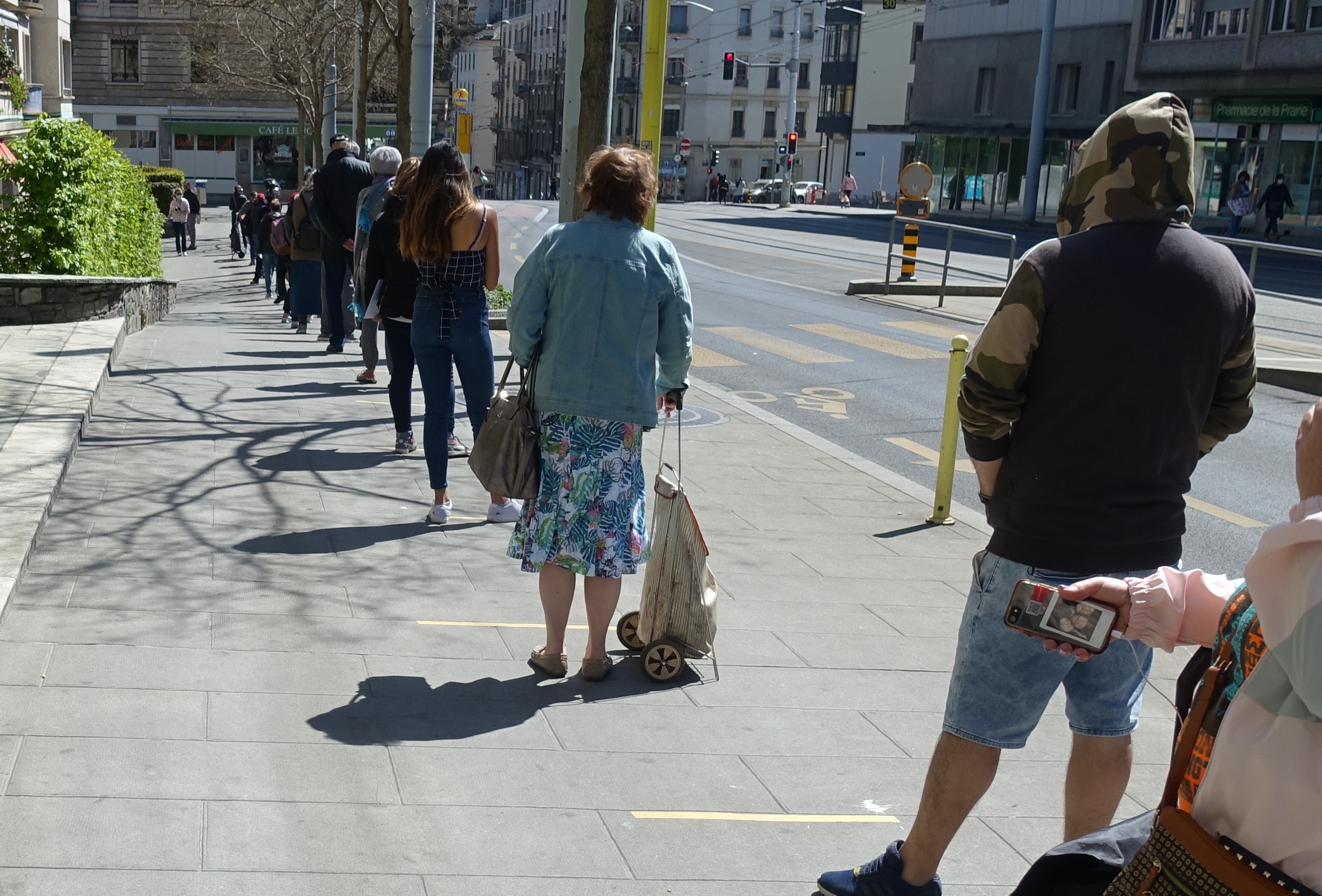
Respect des distances physiques dans la queue (avec marquage au sol) d'un bureau de poste à Genève en avril 2020.

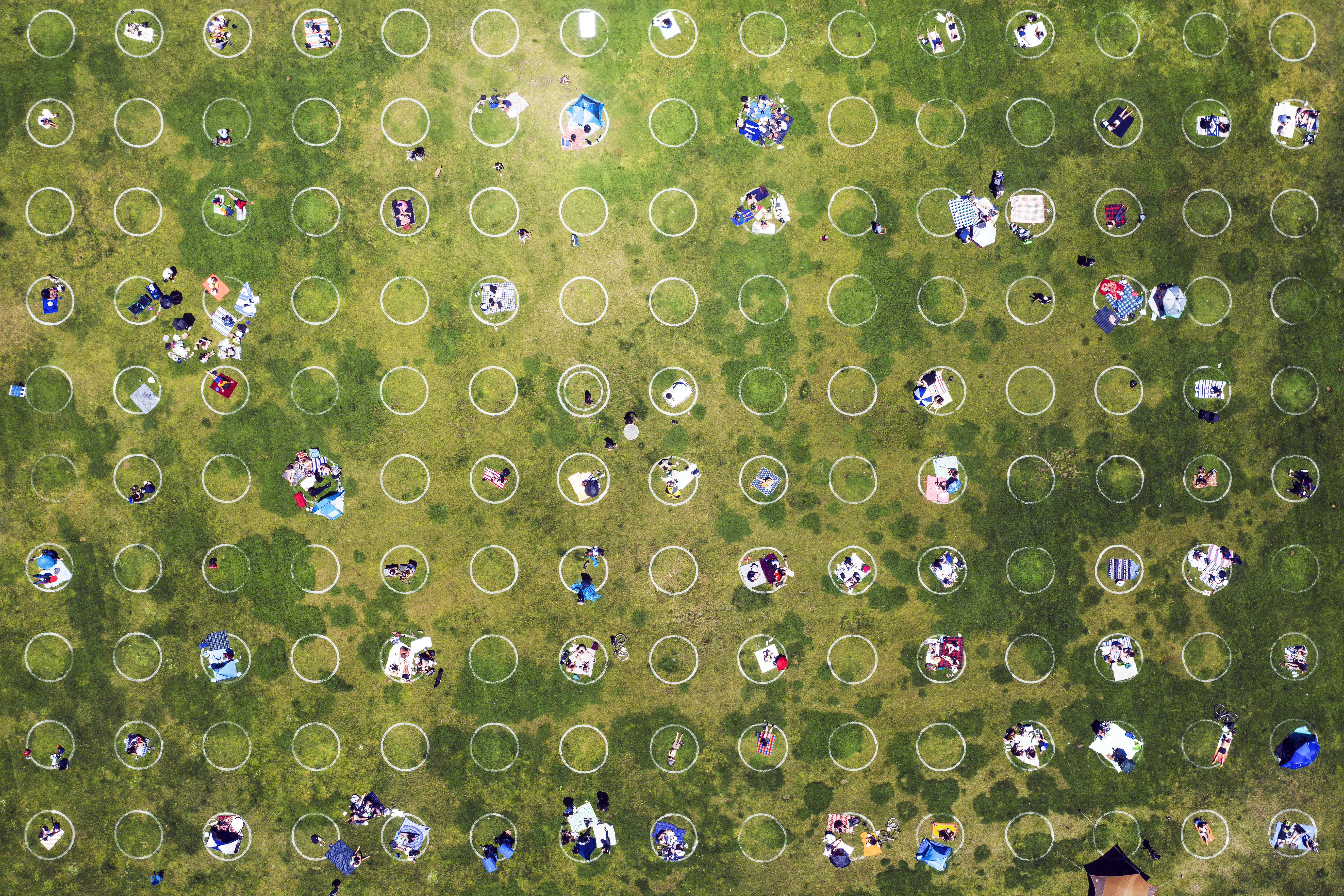
Marquages au sol pour favoriser le respect des distances physiques au Dolores Park de San Francisco. Mai 2020.

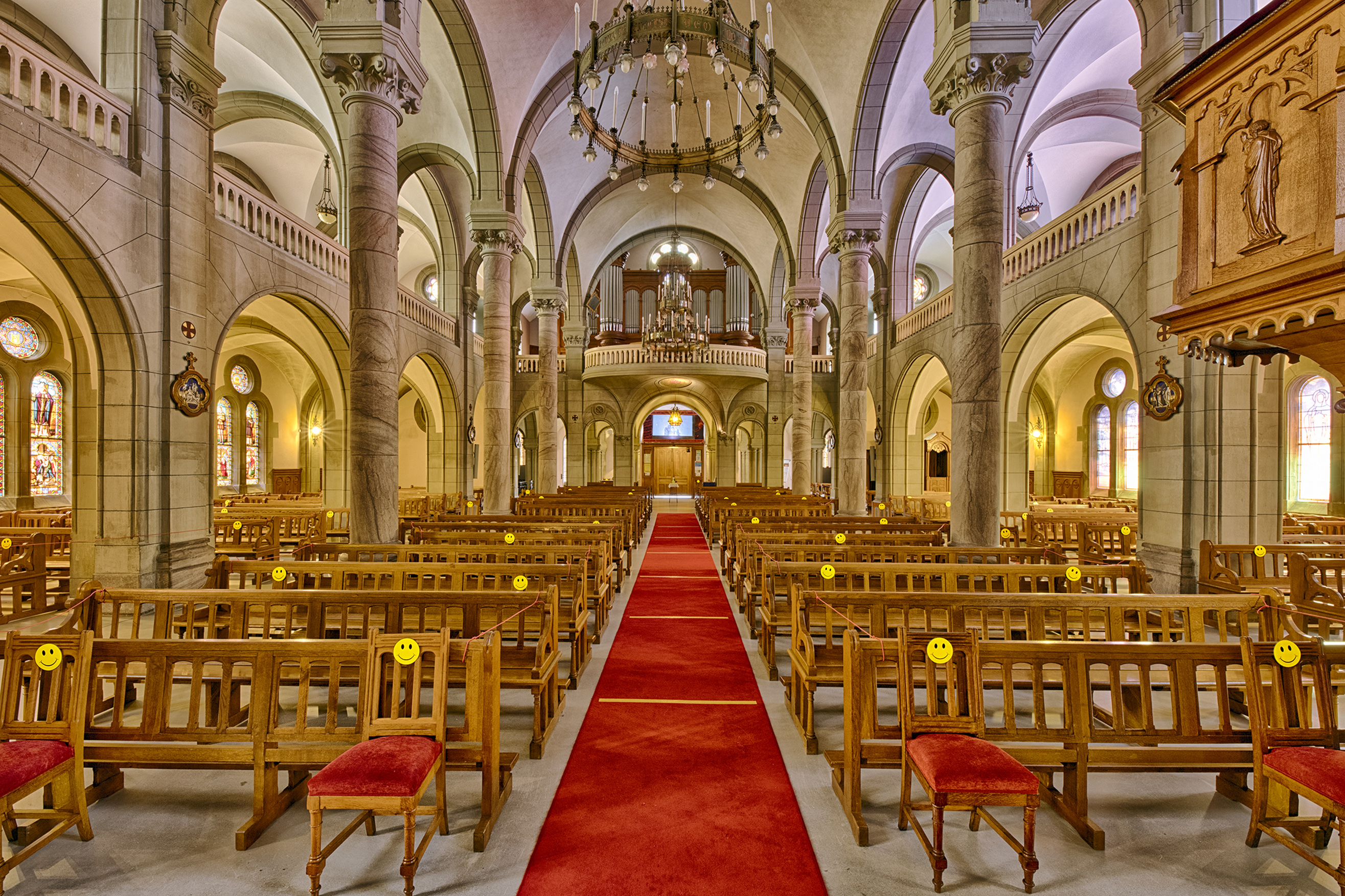
Marquages et séparations de distanciation sociale, Église catholique du Sacré-cœur le 17 juin 2020 à Montreux, Suisse.

La distanciation physique,, également appelée distanciation sociale, ou éloignement sanitaire, est une mesure visant à éloigner les individus les uns des autres. C'est l'une des mesures non pharmaceutiques de contrôle des infections prises par les responsables de la santé publique pour arrêter ou ralentir la propagation d'une maladie très contagieuse comme les maladies infectieuses émergentes. L'objectif de la distanciation physique est de réduire la probabilité de contacts entre les personnes porteuses d'une infection et d'autres personnes non infectées, de manière à réduire la transmission de la maladie, la morbidité et la mortalité. C'est un des comportements-barrière qui participe à la réduction des risques sanitaires.
L'éloignement physique est la mesure la plus efficace lorsque l'infection peut être transmise par contacts de gouttelettes (toux ou éternuements) ; par contact physique direct, y compris sexuel ; par contact physique indirect (par exemple en touchant une surface contaminée) ; ou par transmission aérienne (si le micro-organisme peut survivre dans l'air pendant de longues périodes).
L'éloignement physique est moins efficace dans les cas où l'infection est transmise principalement par de l'eau ou des aliments contaminés ou par des vecteurs tels que les moustiques ou autres insectes, et moins fréquemment de personne à personne.
Les inconvénients de la distanciation physique peuvent inclure la solitude, la réduction de la productivité au travail (partiellement compensée par le télétravail et les téléconférences) et la perte d'autres avantages liés aux interactions humaines. Dans les endroits où l'accès à la technologie est réduit, elle peut également rendre plus difficile le suivi de la santé d'une population.

## Histoire
En octobre 1918, lors de la pandémie de grippe espagnole, Max C. Starkloff, médecin responsable de la santé de la ville de Saint-Louis dans le Missouri (États-Unis), met notamment en place une distanciation physique en interdisant les rassemblements de plus de 20 personnes. Les décisions de Starkloff permettent de limiter les effets de la pandémie dans la ville et sont considérées comme la première mise en place d'une distanciation physique à l'époque moderne,.
Le terme est importé par l'Organisation mondiale de la santé dès 2006, et on en trouve une description sous la plume de Charles Gilbert (L’Express du 2 mars 2006) dans un article intitulé "On ne se touche plus” :

« Selon les experts de l’Organisation mondiale de la santé (OMS), la maladie pourrait toucher plus de 1 milliard d’individus dans le monde et laisser les autorités démunies devant l’épidémie : les stocks de médicaments antiviraux sont notoirement insuffisants dans tous les pays et les premiers vaccins contre la nouvelle maladie seront prêts, au mieux, dans quatre à six mois. La seule arme immédiatement disponible pour ralentir ce fléau s’appelle la “distanciation sociale”. Cette expression définit, dans les codes de procédures d’urgence recommandées par l’OMS, toutes les mesures de quarantaine visant à diminuer au maximum les contacts physiques entre les individus: interdiction des manifestations et des réunions publiques, restriction des déplacements dans les transports en commun, port du masque obligatoire… »

L'année 2009 est une année de diffusion de l'expression en lien avec la pandémie de Grippe A (H1N1) de 2009. À cette occasion, l'Organisation mondiale de la santé a recommandé des mesures de distanciation physique et d'hygiène personnelle. Le 18 septembre 2009 (21h46), l'agence Xinhua fait passer un communiqué intitulé “la production de vaccins inférieure aux prévisions” et conclut :

« L’agence onusienne recommande également diverses mesures préventives et de traitement, y compris les antiviraux et d’autres médicaments, la distanciation physique et l’hygiène personnelle. »

Lors de la pandémie de maladie à coronavirus de 2019-2020, l'Organisation mondiale de la santé et d'autres autorités ont recommandé les mesures de distanciation sociale (se tenir à distance des autres personnes) et d'hygiène personnelle (en particulier l'hygiène des mains),. De nombreux pays ont alors mis en place des mesures de confinement pour de larges populations sur plusieurs semaines.
Pour illustrer ce phénomène, on retient que l’agence News Press publie à son tour, mais le 2 juin 2017 (12h15), un communiqué qui n’est guère repris intitulé : « La peur joue un rôle déterminant dans une épidémie d’Ebola ». Il y est indiqué que l’agence sanitaire, l’OMS, préconise :

« Une distanciation physique, accompagnée d’un suivi sanitaire. Les personnes ayant été en contact avec un malade sont surveillées pendant 21 jours et il leur est demandé de rester à leur domicile pour faciliter cette surveillance et éviter d’exposer d’autres personnes. »

Le 20 mars 2020, l’OMS a indiqué dans un bulletin d’information qu’il convenait de privilégier désormais l'expression « distanciation physique » à celle de « distanciation sociale » pour mieux décrire la nécessité de maintenir un espace entre les personnes pour contenir la propagation d’une épidémie comme celle actuelle de la COVID-19. Selon son épidémiologiste Maria Van Kerkhove, le confinement physique ne doit pas signifier l'isolement social des proches ou de la famille, car il est nécessaire de préserver une bonne santé mentale qui est aussi importante que la santé physique pour surmonter la crise sanitaire. Nous pouvons ainsi, selon elle, rester connectés de nombreuses manières via internet et les médias sociaux sans être physiquement dans la même pièce ou dans le même espace que les gens.
Le 1er décembre 2020, au Japon, le terme sanmitsu (三密) désignant la distanciation physique a été élu mot de l’année 2020 par la maison d’édition japonaise Jiyūkokuminsha (ja). Le kanji 三 (san) désigne le chiffre 3, et le kanji 密 (mitsu), la promiscuité. Il rappelle trois situations à éviter pour freiner la progression de l’épidémie de COVID : les espaces clos, la concentration de personnes dans un même lieu et l’absence de distanciation physique entre ces personnes.

## Terminologie

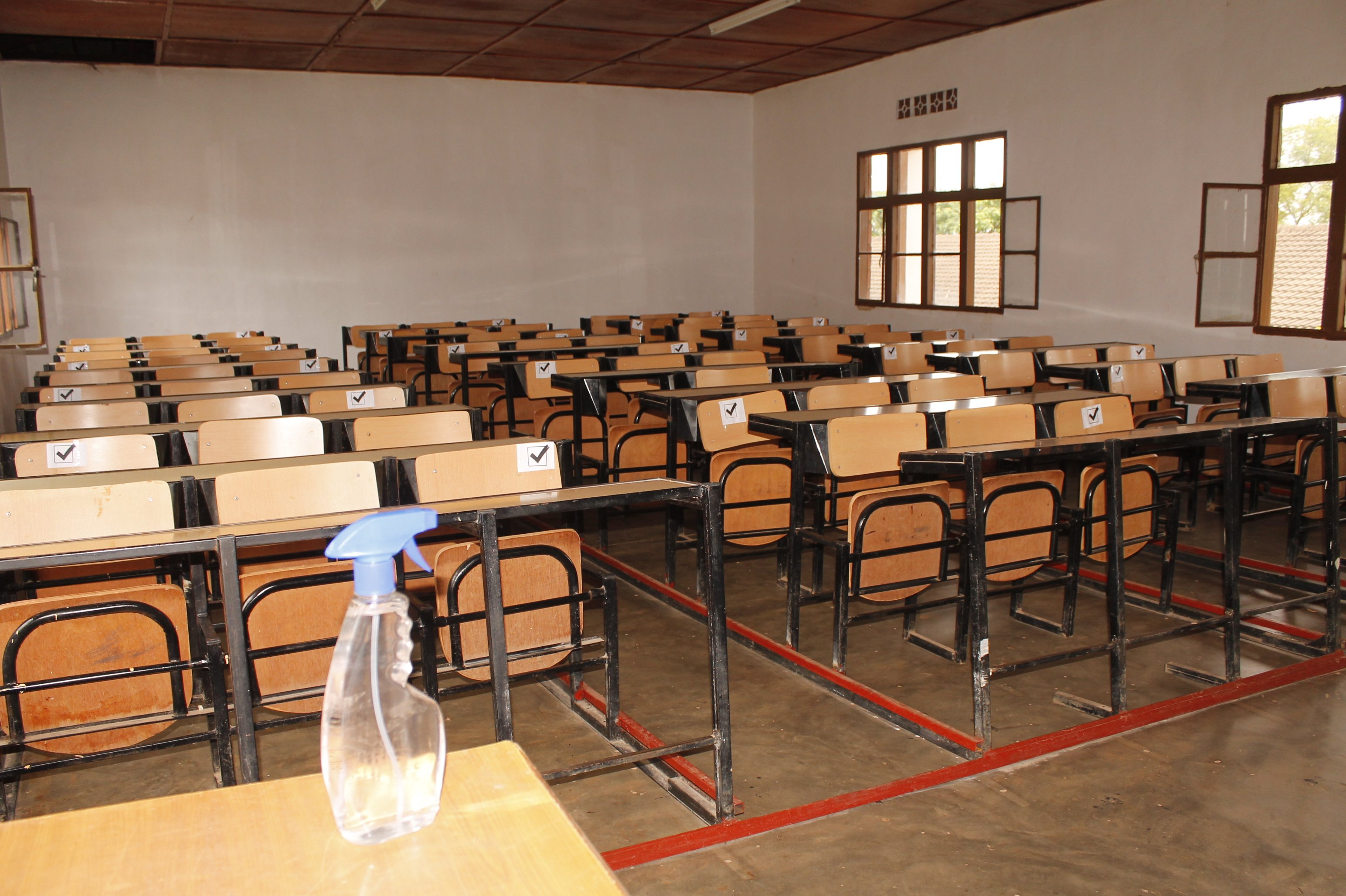
Mise en place d'une distanciation physique dans une salle de classe au Rwanda.

L'expression « distanciation sociale » sur le modèle de social distancing en anglais, s'est imposée dans la presse francophone à l'occasion de la pandémie de COVID-19. Toutefois, ce terme est inadapté selon l’Académie française, car il exprime une distanciation entre les classes sociales. Il reste cependant accepté par l’Office québécois de la langue française et le Bureau de la traduction du gouvernement du Canada.
Le terme « distanciation physique » reste plus adéquat selon les autorités de France, car il exprime une mise en place de distance de sécurité,,.
En juin 2020, le terme « distanciation sociale » fait son entrée dans Le Petit Robert 2021.
La distanciation sociale est un enjeu politique qui fait écho à la notion française de « fracture sociale ».

## Normes proposées ou établies
L'UNE (Spanish Association for Standardisation-UNE) en collaboration avec l'institut pour la qualité touristique espagnole a publié une série de Spécifications UNE de type guide-ânes et recommandations pour réduire le risque de propagation du coronavirus SARS-CoV-2 — le virus de la maladie à coronavirus — dans le secteur du tourisme.
Ces spécifications de la famille UNE-0066 sont publiées gratuitement, mais en échange d'un enregistrement. Elles incluent les visites de plages, vignobles, organisations industrielles, culturelles et de sites historiques, société de transport par autocar de tourisme, société de location de véhicules, transport par câble et société de transport d'eau/par eau, équipements sportifs nautiques et activités nautiques, loisirs nocturnes, espaces naturels protégés, parcs de loisir et d'amusement, tourisme MICEet espaces publics uniques,.

## Exemples de distanciation physique

Huit manières alternatives de saluer sans contact : agiter la main ; placer sa main sur son cœur ; Namasté ; lever les pouces ; lever les sourcils ; hocher du menton ; hocher de la tête ; hausser les épaules.

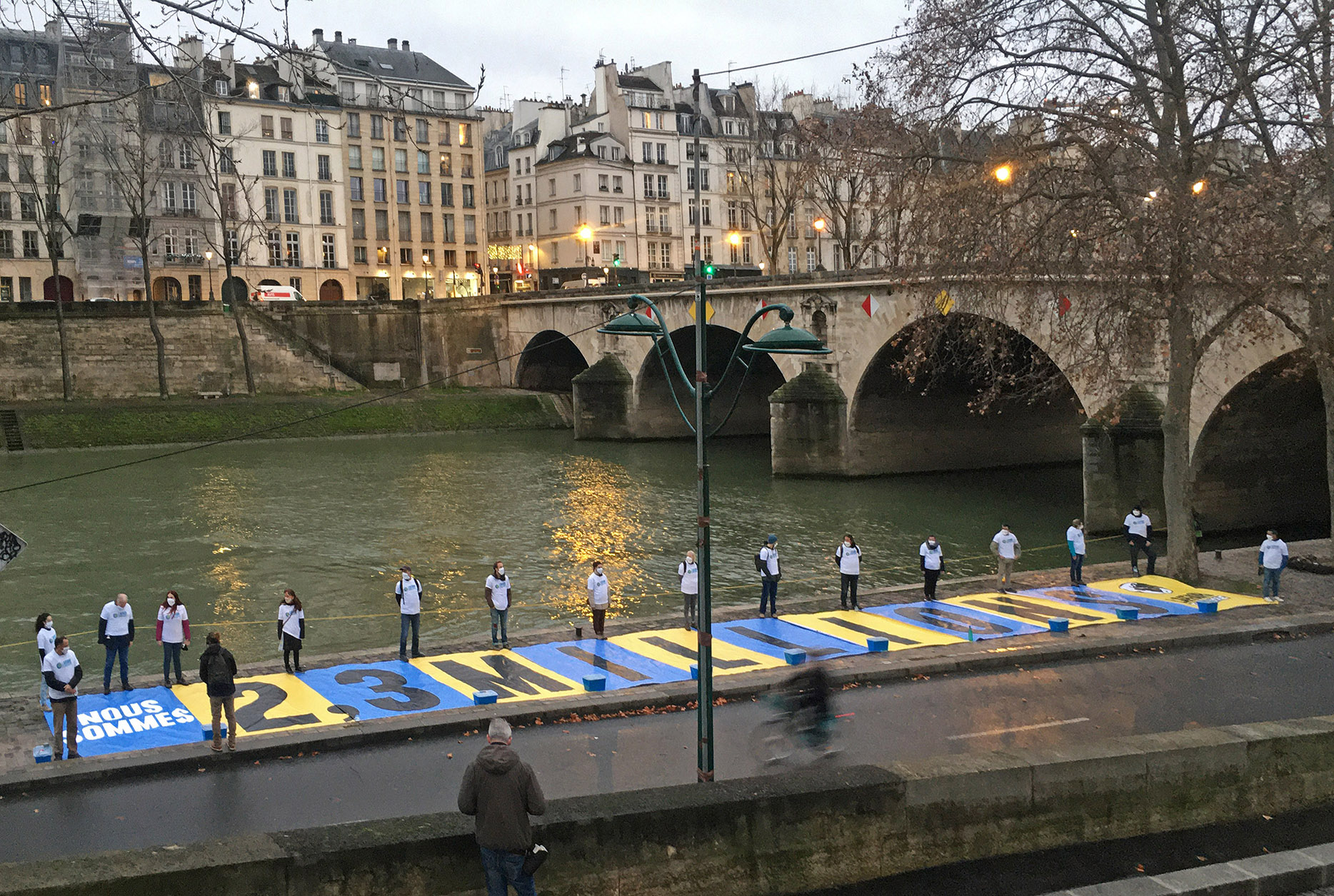
Manifestation en faveur de l'Affaire du siècle, dans le respect de la distanciation physique, le 14 janvier 2021 à Paris.

Voici quelques exemples de distanciation physique (ou dite sociale) utilisée pour limiter la propagation de maladies contagieuses, :
Une mesure essentielle a été la fermeture de lieux de rassemblement de masse, dont :
- la fermeture d'écoles (proactive ou réactive)[31] ;
- la fermeture de lieux de travail non indispensables[32], y compris la fermeture d'entreprises et de services sociaux non essentiels (non essentiel signifie les installations qui ne maintiennent pas de fonctions primaires dans la communauté, par opposition aux services essentiels[33]) ;
- la fermeture de lieux de culte. De nombreux foyers de contamination de COVID-19 ont été créés par des rassemblements religieux ; le 7 avril, l'OMS a recommandé à toutes les communautés et autorités religieuses d'« éviter les grands rassemblements et organiser les rituels et les activités religieuses à distance/virtuellement, selon le cas et dans la mesure du possible ; de veiller à ce que toute décision d’organiser des rassemblements à des fins de prière ou d’éducation ou des rencontres sociales s’appuie sur une évaluation solide des risques et soit conforme aux orientations des autorités nationales et locales ; et lorsqu’ils ont lieu, veiller à ce que les rassemblements, cérémonies et rituels religieux se déroulent dans des conditions sûres »[34] ;
- l'annulation de rassemblements de masse tels que les manifestations sportives, les films et les spectacles musicaux[35] ;
- l'arrêt ou la limitation des transports en commun, l'évitement dans les transports publics[36] ;
- la fermeture d'installations de loisirs telles que les piscines communautaires, les clubs de jeunes et les gymnases[37] ;

D'autres mesures concernent le contexte de la santé et les comportements individuels
- l'isolement des malades ou de contacts (quarantaine/quatorzaine);
- le confinement général ;
- le cordon sanitaire; fermeture d'aéroports et de frontières ;
- le séquestre protecteur (en) ;

- les mesures d'autoprotection telles que la limitation des contacts face à face (voir paragraphe suivant), la conduite des affaires par téléphone ou en ligne, l'évitement des lieux publics et la réduction des déplacements non essentiels[38],[39] ;
- la salutation par le coude (au lieu de la poignée de main ou de la bise pour saluer)[40].

### Preuves d'efficacité de la distanciation physique
Pour des raisons éthiques, il n’existe pas d’étude randomisée en double aveugle utilisant le virus SARS-CoV-2 lui-même. Jusqu’en mai 2020, dans l'urgence, on s’est surtout basé sur des données issues d'études anciennes et/ou concernant d'autres microbes, ou sur des modélisations.
Puis, en juin 2020, un article de Derek Chu et al., publié dans The Lancet, produit à partir de 172 études observationnelles et d'une compilation des preuves issues de 44 études comparatives sur le SRAS, le syndrome respiratoire du Moyen-Orient (MERS), COVID-19 et les bêtacoronavirus a montré que le risque d’infection diminue de 82 % avec une distance physique de 1 m dans les contextes de soins de santé et dans les rassemblements de personnes, et pour chaque mètre supplémentaire de distanciation, la protection relative a plus que doublé (en se basant sur les données disponibles jusqu'à 3 m).
Ces preuves, compilées par le groupe canadien SURGE (Systematic Urgent Review Group Effort) avec Cochrane Canada, chargé de l'examen critique systématique des études existantes sur la COVID-19, ont permis d’étayer les recommandations faites sur la distance physique. Elles montrent qu’une réduction très importante des risques résulte de cette distance physique, mais que « la règle de la distance de 1 à 2 m dans la plupart des directives hospitalières est basée sur des résultats obsolètes des années 1940, avec des études de 2020 montrant que les grosses gouttelettes peuvent se déplacer jusqu'à 8 m ». Une étude a trouvé un virus viable dans l'air 16 h après l'aérosolisation et le SARS-CoV-2 a montré une plus grande propension à être aéroporté, par rapport au SARS-CoV et MERS-CoV. L'étude de Derek et al. porte aussi sur l'intérêt respectif de divers types de masque.

## Efficacité, conditions de réussite
Des recherches indiquent que les mesures doivent être appliquées rigoureusement et immédiatement pour être efficaces.
Par exemple, lors de la grippe espagnole de 1918, des fermetures d'écoles, des interdictions de rassemblements publics et d'autres interventions de distanciation physique ont été instaurées à Philadelphie et à Saint-Louis (Missouri), mais à Philadelphie, le retard de cinq jours dans le lancement de ces mesures a laissé doubler les taux de transmission de trois à cinq fois, alors qu'une intervention plus immédiate à Saint-Louis, par le biais de Max C. Starkloff, a permis de réduire considérablement la transmission à cet endroit (deux fois moins de cas par nombre d'habitants,).
Par ailleurs, la quarantaine de Saint-Louis a permis de réduire la courbe épidémique, en étalant les infections et donc en étalant la prise en charge des malades.
Bootsma et Ferguson ont analysé les mesures de distanciation physique dans seize villes américaines pendant l'épidémie de 1918. Ils ont constaté que les interventions limitées dans le temps ne réduisaient que modérément la mortalité totale (peut-être de 10-30 %), et que l'impact était souvent très limité parce que les interventions étaient introduites trop tard et levées trop tôt. Ils ont observé que plusieurs villes ont connu un deuxième pic épidémique après la levée des contrôles de distanciation physique, car les personnes sensibles qui avaient été protégées étaient désormais exposées.
Des enjeux sont donc de commencer assez tôt, de ne pas déconfiner trop tôt et d'avoir une communication de crise adaptée aux différents publics, métiers et cultures pour permettre l'adhésion de tous à la distanciation physique, cruciale contre la contagion par des pathogènes aéroportés. Il est à noter que depuis les années 1990, la démocratisation du téléphone et de l'internet (pour ceux qui y ont accès) a fait que le confinement est devenu une distanciation plus physique que physique.

### Fermeture d'écoles
Les fermetures d'écoles ont réduit la morbidité due à la grippe asiatique de 90 % lors de l'épidémie de 1957-1958, et jusqu'à 50 % dans la lutte contre la grippe aux États-Unis, de 2004 à 2008. De même, les fermetures d'écoles obligatoires et d'autres mesures de distanciation physique ont été associées à une réduction de 29 à 37 % des taux de transmission de la grippe lors de l'épidémie de grippe de 2009 au Mexique.

### Fermeture de lieux de travail
Des études de modélisation et de simulation basées sur des données américaines suggèrent que si 10 % des lieux de travail touchés sont fermés, le taux global de transmission de l'infection est d'environ 11,9 % et le pic épidémique est légèrement retardé. En revanche, si 33 % des lieux de travail touchés sont fermés, le taux d'infection tombe à 4,9 % et le pic épidémique est retardé d'une semaine.

### Mise en quarantaine des contacts et des cas suspects
Lors de l'épidémie de SRAS de 2003 à Singapour, quelque 8 000 personnes ont été soumises à une quarantaine obligatoire à domicile et 4 300 autres ont dû s'autosurveiller pour détecter les symptômes et prendre contact quotidiennement par téléphone avec les autorités sanitaires afin de contrôler l'épidémie. Bien que seulement 58 de ces personnes aient finalement reçu un diagnostic de SRAS, les responsables de la santé publique ont estimé que cette mesure a contribué à prévenir la propagation de l'infection.
De même, l'auto-isolement volontaire a peut-être contribué à réduire la transmission de la grippe au Texas en 2009.

### Cordon sanitaire
En 1995, un cordon sanitaire a été utilisé pour contrôler une épidémie de virus Ebola à Kikwit, au Zaïre,,. Le président Mobutu Sese Seko a encerclé la ville avec des troupes et a suspendu tous les vols dans la communauté. À l'intérieur de Kikwit, l'Organisation mondiale de la santé et les équipes médicales du Zaïre ont érigé d'autres cordons sanitaires, isolant les zones d'inhumation et de traitement de la population générale et réussissant à contenir l'infection.
Lors de l'épidémie de SRAS de 2003 au Canada, la quarantaine communautaire a été utilisée pour réduire la transmission de la maladie avec un succès modéré.

### Séquestration protectrice

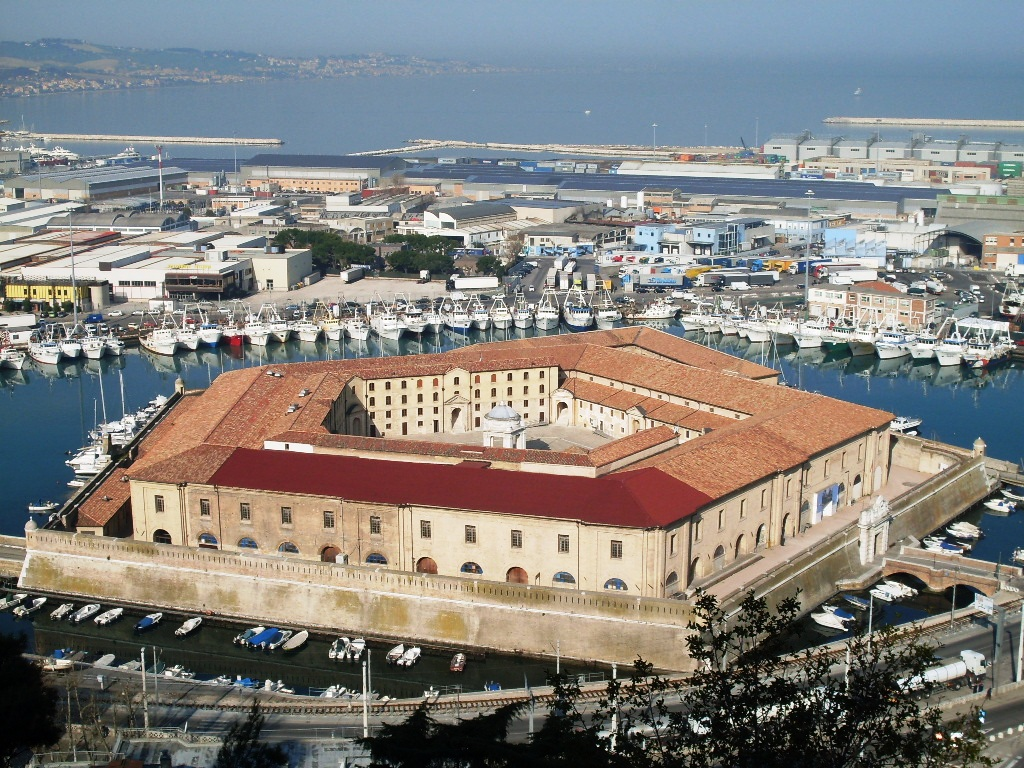
Le lazaret d'Ancône est un bâtiment du XVIIIe siècle construit sur une île artificielle pour servir de station de quarantaine et de léproserie à la ville portuaire d'Ancône (Italie).

Pendant la pandémie de grippe espagnole de 1918, la ville de Gunnison, au Colorado, s'est isolée pendant deux mois pour éviter l'introduction de l'infection. Toutes les routes ont été barricadées près des limites du comté. Les chefs de train ont averti tous les passagers que s'ils sortaient du train à Gunnison, ils seraient arrêtés et mis en quarantaine pendant cinq jours. Grâce à cette mesure, personne n'est mort de la grippe à Gunnison pendant l'épidémie. Plusieurs autres communautés ont adopté des mesures similaires.

### Annulation des rassemblements de masse
Les preuves suggérant que les rassemblements de masse augmentent le potentiel de transmission des maladies infectieuses ne sont pas concluantes.
Des preuves anecdotiques suggèrent que certains types de rassemblements de masse peuvent être associés à un risque accru de transmission de la grippe, et peuvent également semer de nouvelles souches dans une région, ce qui déclenche la transmission communautaire en cas de pandémie. Pendant la pandémie de grippe de 1918, les défilés militaires de Philadelphie et de Boston ont peut-être été responsables de la propagation de la maladie en mélangeant des marins infectés à des foules de civils.
Cependant, il semble que la restriction des rassemblements de masse, combinée à d'autres interventions de distanciation physique, peut contribuer à réduire la transmission.

### Restrictions de voyage
Il est peu probable que les restrictions aux frontières et/ou aux voyages intérieurs retardent une épidémie de plus de 2 à 3 semaines si elles ne sont pas mises en œuvre avec une couverture supérieure à 99 %.
Le dépistage dans les aéroports s'est révélé inefficace pour prévenir la transmission du virus lors de l'épidémie de SRAS de 2003 au Canada et aux États-Unis.
Des contrôles stricts aux frontières entre l'Autriche et l'Empire ottoman, imposé de 1770 à 1871 pour empêcher les personnes infectées par la peste bubonique d'entrer en Autriche, se sont avérés efficaces, car il n'y a pas eu de grandes épidémies de peste sur le territoire autrichien après leur création, alors que l'Empire ottoman a continué à connaître de fréquentes épidémies de peste jusqu'au milieu du XIXe siècle.
Une étude de la Northeastern University publiée en mars 2020 a révélé que « les restrictions de voyage à destination et en provenance de la Chine ne font que ralentir la propagation internationale de COVID-19 [lorsqu'elles] sont combinées aux efforts visant à réduire la transmission au niveau communautaire et individuel... Les restrictions de voyage ne sont pas suffisantes à moins que nous les associions à une distanciation sociale ». L'étude a révélé que l'interdiction de voyage à Wuhan n'a fait que retarder de trois à cinq jours la propagation de la maladie dans d'autres parties de la Chine continentale, bien qu'elle ait réduit la propagation des cas internationaux de 80 %. L'une des principales raisons pour lesquelles les restrictions de voyage ont été moins efficaces est que de nombreuses personnes atteintes de COVID-19 ne présentent pas de symptômes au cours des premiers stades de l'infection.

## Dans le règne animal
La distanciation physique à l'encontre d'individus reconnus comme infectés (par des virus, des bactéries ou des parasites), ou de leur part envers leurs congénères sains, est connue chez certaines espèces d'arthropodes (insectes, crustacés) et de vertébrés (poissons, oiseaux, mammifères) :
- des fourmis noires des jardins infectées par le champignon mortel Metarhizyum brunneum diminuent leurs contacts avec la colonie, et les fourmis en bonne santé réduisent leurs interactions sociales, différemment selon leur fonction dans la colonie[74] ;
- des langoustes blanches, généralement grégaires, renoncent à partager l'abri d'un individu infecté par le virus mortel PaV1, repérable par certaines substances de son urine[75] ;
- parmi les guppys, des poissons d'eau douce généralement grégaires, ceux qui sont particulièrement sensibles au parasitage par des vers invalidants évitent leurs congénères[76] ;
- les roselins familiers, des passereaux, évitent leurs congénères malades ou semblant l'être[77] ;
- les mandrills, des singes apparentés aux babouins, évitent d'épouiller leurs congénères les plus infectés par des vers intestinaux sauf s'il s'agit de parents proches[78].